# Melvin Schwartz
Melvin Schwartz (New York, 2 novembre 1932 – Twin Falls, 28 agosto 2006) è stato un fisico statunitense, vincitore, insieme a Leon Lederman e Jack Steinberger, del premio Nobel per la fisica nel 1988, per «il metodo del fascio di neutrini e la dimostrazione della struttura doppia dei leptoni attraverso la scoperta del neutrino muone».

## Biografia
Crebbe a New York nel periodo della Grande depressione e frequentò la Bronx High School of Science, dove scoprì il suo interesse per la fisica. Si laureò e divenne dottore di ricerca alla Columbia University, il cui dipartimento di fisica era guidato dal premio Nobel per la fisica del 1944 Isidor Isaac Rabi. Schwartz divenne prima professore assistente, sempre alla Columbia, nel 1958, poi professore associato nel 1960 e professore ordinario nel 1963. Tsung-Dao Lee, un suo collega della Columbia che aveva vinto di recente il premio Nobel (all'età di 30 anni), ispirò l'esperimento per il quale Schwartz avrebbe vinto il Nobel. Schwartz e i suoi colleghi condussero gli esperimenti che li avrebbero portati a vincere il premio nei primi anni sessanta, quando i tre erano alla Columbia. Gli esperimenti furono condotti presso il Brookhaven National Laboratory.
Nel 1966, dopo 17 anni trascorsi alla Columbia, si trasferì a Stanford, dove stava per essere completato lo SLAC. Lì, fece parte di un progetto di ricerca volto a studiare le asimmetrie di carica nel decadimento di kaoni neutri aventi lunga vita media.
Negli anni settanta fondò la Digital Pathways, di cui divenne presidente. Nel 1991 fu nominato Direttore Associato di fisica delle particelle e fisica nucleare al laboratorio di Brookhaven. Contemporaneamente, tornò alla Columbia in qualità di professore di fisica. Fu nominato I. I. Rabi Professor of Physics nel 1994 e andò il pensione, come Rabi Professor Emeritus nel 2000. Trascorse gli anni della pensione a Ketchum, nello stato dell'Idaho, e morì il 28 agosto 2006 a Twin Falls, dopo aver lottato contro la malattia di Parkinson e l'epatite C.